# Pápai Zoltán
Pápai Zoltán (Kolozsvár, 1909. augusztus 24. – Kolozsvár, 2000. december 18.) erdélyi magyar orvos.

## Életútja
Középiskolát szülővárosában a Piarista Gimnáziumban végzett (1927), orvosi diplomát az I. Ferdinánd Egyetemen szerzett (1933). Szakmai ismereteit a bécsi és a berlini Collegium Hungaricum ösztöndíjasaként tökéletesítette. 1945-ben Marosvásárhelyen a Bolyai Tudományegyetem Orvosi Karának sebészeti klinikáján előadótanár, majd professzor (1962–74), 1972-től doktor-docens, nyugdíjazása után konzultáns professzor, doktoranduszok irányítója. 1957–63 között az Orvosi Szemle szerkesztőbizottságának tagja.
2000-ben a Marosvásárhely díszpolgára címmel tüntették ki.

## Munkássága
Tudományos közleményei főleg az EME Orvostudományi Értesítője, a Revista de Chirurgie, Orvosi Szemle-Revista Medicală hasábjain jelentek meg a gyomor- és nyombélfekélyről, gyomorrákról, vékonybéldaganatokról, bélcsavarodásról, valamint a felső tápcsatorna vérzéseiről, májruptúrákról, a hasnyálmirigy betegségeivel kapcsolatos megfigyeléseiről. Megindította a marosvásárhelyi tüdősebészetet, megszervezte a szív- és érsebészeti osztályt. Ebben az időszakban közölt dolgozatai a szívbajok sebészi kezelésével és a szívburok daganataival foglalkoztak. A mellkassebészet tárgyköréből vett szakközleményeit hazai és nemzetközi kongresszusokon is bemutatta. A Román Sebészeti Társaság egyik alapítója, a Nemzetközi Sebésztársaság és az Európai Szív- és Érsebészeti Társaság tagja.
Nyomtatásban jelent meg A hasfal, hashártya, hasűr és a belek megbetegedései című egyetemi jegyzete (Marosvásárhely, 1950), egy kőnyomatos jegyzete A mellkas sebészete (Marosvásárhely, 1953) címmel; társszerzője a Részletes sebészet több kötetének (Marosvásárhely, 1954, 1956, 1960). Fejezetet írt a Patologia sistemului cav inferior című kézikönyvbe (1973).